# Chaetodon dialeucos
Chaetodon dialeucos là một loài cá biển thuộc chi Cá bướm trong họ Cá bướm. Loài này được mô tả lần đầu tiên vào năm 1989.

## Từ nguyên
Từ định danh dialeucos được ghép bởi hai âm tiết trong tiếng Hy Lạp cổ đại: dia (δια; "băng qua") và leukós (λευκός; "trắng"), hàm ý đề cập đến dải màu trắng hình tam giác ngăn cách vệt đen quanh mắt và phần thân màu nâu xám ở loài cá này.

## Phạm vi phân bố và môi trường sống
C. dialeucos được ghi nhận tại biển Ả Rập, dọc theo bờ biển của Oman và Yemen. C. dialeucos sinh sống trên các rạn viền bờ có nhiều đá, nhưng cũng có thể được tìm thấy gần các cụm san hô trên nền cát ở độ sâu đến ít nhất là 25 m.

## Mô tả
C. dialeucos có chiều dài cơ thể lớn nhất được ghi nhận là 18 cm. Loài này có màu nâu xám, lớp vảy được viền sẫm đen. Đầu và một phần thân trước có màu trắng, một vùng đen từ đỉnh đầu lan rộng xuống mắt và hẹp dần xuống dưới cằm. Vây lưng, vây hậu môn và vây đuôi sẫm đen hơn ở phía cuối vây, riêng vây đuôi có rìa trắng ở phía cuối vây.
Số gai ở vây lưng: 12; Số tia vây ở vây lưng: 21–22; Số gai ở vây hậu môn: 3; Số tia vây ở vây hậu môn: 19; Số tia vây ở vây ngực: 15–16; Số gai ở vây bụng: 1; Số tia vây ở vây bụng: 5; Số vảy đường bên: 31–35.

## Sinh thái học
Thức ăn của C. dialeucos bao gồm tảo và một số loài thủy sinh không xương sống nhỏ. Loài này thường kết đôi với nhau, cũng có khi sống đơn độc hoặc hợp thành đàn lớn.
C. dialeucos có thể thích nghi với điều kiện nuôi trong bể cá.